# Facelina rhodopos
Facelina rhodopos is een slakkensoort uit de familie van de Facelinidae. De wetenschappelijke naam van de soort is voor het eerst geldig gepubliceerd in 2000 door Yonow.